# NGC 6007
NGC 6007 este o liner situată în constelația Șarpele. A fost descoperită în 2 iunie 1864 de către Albert Marth. Se află la o distanță de 105,2 megaparseci de Pământ.